# Cessna 400
Cessna 400 – jednosilnikowy samolot turystyczny amerykańskiej firmy Cessna. Pierwotnie skonstruowany przez Columbia Aircraft jako Columbia 400. Może zabrać na pokład pilota i 3 pasażerów. Choć Cessna 400 jest sporo droższa od Cessny 350, to amerykański producent samolotów liczy na dużą popularność tego modelu. Samolot został oblatany w 2004 roku.